# Ángel Arroyo
Ángel Arroyo Lanchas (* 2. August 1956 in El Barraco, Kastilien und León) ist ein ehemaliger spanischer Radrennfahrer.

## Karriere
Arroyo wurde 1979 Profi beim Team Moliner-Vereco. Im ersten Jahr gewann er die kleine Rundfahrt Vuelta a los Valles Mineros und beendete die Vuelta a España auf dem 19. Platz. 1980 erzielte er fünf Siege, beendete die Vuelta a España auf dem 17. Platz  und den Giro d’Italia auf dem 29. Platz. 1981 beendete er die Vuelta a España nach dem Sieg auf der 18. Etappe auf dem sechsten Gesamtrang. 1982 wechselte Arroyo zum Team Reynolds und übernahm nach der 10. Etappe der Vuelta a España die Gesamtführung, gewann das Zeitfahren auf der zweigeteilten 15. Etappe und beendete die Vuelta a España als Sieger. Arroyo wurde aber nachträglich des Dopings überführt, mit einer Zeitstrafe belegt und endete auf den 13. Gesamtplatz. Die Andalusien-Rundfahrt beendete er auf dem zweiten Platz und bei Clásica San Sebastián wurde er Zehnter. 1983 startete Arroyo das erste Mal bei Tour de France. Er gewann die 15. Etappe, ein BergzeitfahrenTour de France nach Puy de Dôme und beendete die 18. und 21. Etappe auf dem zweiten Etappenplatz. Er wurde Zweiter in der Gesamtwertung  und der Nachwuchswertung bei Tour de France jeweils hinter dem Gewinner Laurent Fignon. Im Anschluss wurde er noch Achter bei der Clásica San Sebastián. 1984 gewann er eine Etappe bei der Aragon-Rundfahrt und beendete diese auf dem zweiten Gesamtplatz. Bei der Tour de France gewann Arroyo die 19. Etappe von La Plagne nach Morzine, beendete die Tour de France als Sechster, sowie die Bergwertung als Dritter. 1985 wechselte Arroyo zum Team Zor-Gemeaz Cusin. Arroyo erkrankte vermutlich an Maltafieber und beendete die Tour de France bereits nach der 1. Etappe. 1986 wechselte er wieder zum Team Reynolds ohne an die guten Vorjahresergebnisse anknüpfen zu können. Lediglich ein 18. Platz bei der Lombardei-Rundfahrt sowie ein zweiter Etappenplatz bei der Katalonien-Rundfahrt konnte er vorweisen. 1987 konnte Arroyo wieder gute Ergebnisse erzielen, unter anderem zweite Plätze bei der Aragon-Rundfahrt, der Burgos-Rundfahrt und der Katalonien-Rundfahrt. Er wurde außerdem Zweiter bei der Clásica San Sebastián hinter Marino Lejarreta. Bei der Vuelta a España wurde er Elfter und bei der Tour de France gibt er auf der 19. Etappe auf. 1988 beendete er die Vuelta a Castilla y León als Dritter und die Murcia-Rundfahrt als Siebter. Bei der Tour de France arbeitete für seinen Teamkollegen und späteren Pedro Delgado und verließ die Tour vorzeitig nach der 15. Etappe. Im Mai 1989 trat Arroyo vom aktiven Radsport zurück.

## Doping
1982 beendete Arroyo die Vuelta a España als Sieger. Wenige Tage später wurde er mit einer Strafe von 10 Minuten belegt, weil er nach der 17. Etappe positiv auf das Dopingmittel Ritalin getestet wurde. Dadurch verlor er seinen Sieg und rutschte auf dem 13. Gesamtrang zurück. Neben Arroyo wurden drei weitere Fahrer, Alberto Fernández Blanco, Vicente Belda und Pedro Muñoz Machín Rodríguez ebenfalls auf Ritalin nach der 17. Etappe getestet.
Interessanterweise wurden Arroyo und Alberto Fernández Blanco bereits bei der Asturien-Rundfahrt positiv getestet, was offensichtlich ohne Folgen blieb.

## Erfolge
1979
- Gesamtwertung und zwei Etappen Vuelta a los Valles Mineros
- Gesamtwertung Vuelta a Castilla

1980
- eine Etappe Deutschland-Rundfahrt
- Clásica a los Puertos
- Gesamtwertung Vuelta a Castilla
- Memorial Manuel Galera

1981
- eine Etappe Vuelta a España
- Gesamtwertung und eine Etappe Asturien-Rundfahrt

1982
- eine Etappe Vuelta a España
- Gesamtwertung und eine Etappe Subida a Arrate
- eine Etappe Andalusien-Rundfahrt
- eine Etappe Vuelta a los Valles Mineros
- eine Etappe Costa de Azahar

1983
- eine Etappe Tour de France

1984
- eine Etappe Tour de France
- eine Etappe Aragon-Rundfahrt
- eine Etappe Vuelta a los Valles Mineros

1987
- eine Etappe Aragon-Rundfahrt

## Grand-Tours-Platzierungen
| Grand Tour            | 1979 | 1980 | 1981 | 1982 | 1983 | 1984 | 1985 | 1986 | 1987 | 1988 | 1988 |
| --------------------- | ---- | ---- | ---- | ---- | ---- | ---- | ---- | ---- | ---- | ---- | ---- |
| Vuelta a EspañaVuelta | 19   | 17   | 6    | 13   | 31   | 36   | –    | DNF  | 11   | DNF  | –    |
| Giro d’ItaliaGiro     | –    | 29   | DNF  | –    | –    | –    | –    | –    | –    | –    | –    |
| Tour de FranceTour    | –    | –    | –    | –    | 2    | 6    | DNF  | –    | DNF  | DNF  | –    |